# ديك روبرتس (لاعب كرة قدم)
ديك روبرتس (بالإنجليزية: Dick Roberts)‏ (30 مارس 1878 في المملكة المتحدة - 5 مارس 1931 ببرمنغهام في المملكة المتحدة) هو لاعب كرة قدم بريطاني (وحمل سابقاً جنسية المملكة المتحدة لبريطانيا العظمى وأيرلندا) في مركز جناح ‏. لعب مع كريستال بالاس ونادي ميدلزبره ونيوكاسل يونايتد ووست بروميتش ألبيون ونادي ووستر سيتي.